# 常滑市陶磁器会館
常滑市陶磁器会館（とこなめしとうじきかいかん）は、愛知県常滑市にある常滑焼を中心とする焼き物の紹介や展示即売などを行う施設。
2011年（平成23年）3月までは「常滑市陶磁器会館の設置及び管理に関する条例」に基づき常滑市陶磁器会館運営委員会を指定管理者として設置されていた。同年4月からは市の行財政改革に伴い指定管理制度を取り止め、市が運営委員会に土地建物を有償で貸与する形態に移行している。

## 概要
常滑市栄町に所在する。建物は1970年（昭和45年）10月に竣工した鉄筋コンクリート造3階建てで、当初から常滑市陶磁器会館運営委員会が運営している（指定管理者制度導入期間は指定管理者）。
建物1階は常滑焼の展示即売場、2階はとこなめ焼協同組合および常滑卸商業協同組合の事務所、3階は会議室となっている。
なお、名鉄常滑駅前の商業施設「ウィルセラ」内にある常滑市観光プラザについては定期建物賃貸借契約が満了のため2024年（令和6年）12月末で廃止となり、観光案内の機能は常滑市陶磁器会館に移転することになった。また、名鉄常滑駅前で常滑焼作家らの作品展示が行われていた「ギャラリーセラ」が2024年12月2日に最後の展示を終え、代わって2025年（令和6年）1月に常滑市陶磁器会館内にギャラリーがオープンすることになった。

## 歴史
前身は1929年（昭和4年）に建設された常滑陶器館である。隣接する常滑電報電話局の増設計画に伴い陶器館の建物は解体されたが、1970年（昭和45年）に現在地（愛知県陶磁器試験場跡地）に常滑市陶磁器会館として移転新築している。

## 施設案内
- 所在地：愛知県常滑市栄町3-8
- 入館無料